# Drosophila laciniosa
Drosophila laciniosa är en tvåvingeart som beskrevs av Elmo Hardy 1965. Drosophila laciniosa ingår i släktet Drosophila och familjen daggflugor.
Artens utbredningsområde är Hawaii.